# SN 2006gg
SN 2006gg – supernowa typu Ia odkryta 12 września 2006 roku w galaktyce A002812+0007. W momencie odkrycia miała maksymalną jasność 21,30m.